# S.Group
Група компаній S.Group — об'єднання українських підприємств, які виробляють харчові продукти та товари для дому. Група є одним із провідних в Україні виробників снекової продукції (арахіс, фісташка, фасоване соняшникове і гарбузове насіння, картопляні та лавашні чипси, екструзія), а також крупним експортером у країни Середньої Азії та Близького Сходу.

## Історія
Підприємства S.Group працюють на ринку із 1995 року у структурі S.I.Group, які заснували підприємці Сергій Рибалка та Іван Омельченко. Однак після розділення компанії S.I.Group, нова структура вийшла на ринок 1 серпня 2014 року. До S.Group частина виробничих потужностей, структурних підрозділів, торгових марок «об'єднаної» компанії.

## Структура
До структури групи входять ТОВ «Продекспорт-2009», ТОВ «Снек-Експорт», ТОВ «Чиста планета», ДП «ЮМАК», ТОВ «Агросахінвест 2002», ТОВ «Нова компанія 2006», ТОВ «Фаетон-Транс» (логістична компанія). Виробничі потужності розміщені у м. Синельникове Дніпропетровської області (ключові лінії), м. Дніпро (хлібозавод), м. Мена Чернігівської області (чипси). Також компанія має 3 експортних торгових представництва у Казахстані, Киргизстані, Грузії.

## Експорт
До 30 % виробництва в сегменті снеків і до 15 % в сегменті товарів для дому припадає на експорт. Продукція компанії поставляється в Казахстан, Киргизстан, Грузію, Молдову, Білорусь, Таджикистан, Іран, Саудівську Аравію, Марокко, Алжир, Монголію, Узбекистан, Латвію, Литву, Естонію, Ізраїль, Болгарію. У більшість країн експортується вся номенклатура продуктів

## Конфлікт з АТБ
Причиною корпоративного конфлікту S.Group і «АТБ-Маркет» став сімейний конфлікт засновників двох структур  — Сергія Рибалка і його колишнього тестя Геннадія Буткевича (батько колишньої дружини Рибалка Ганни Буткевич). У 2013 році за сприяння Буткевича податкова та міліція проводили численні обшуки і зупиняли виробництво підприємств Рибалка, через що він сам змушений був залишити країну. Правоохоронні органи звинувачували компанію в ухиленні від сплати податків. Після Революції Гідності переслідування припинилися.
Нині сторони перебувають у судовому господарському спорі щодо погашення з боку «АТБ» заборгованості в розмірі понад 110 млн грн за поставлені товари. Натомість у «АТБ» звинувачують опонентів у створенні організованої злочинної групи з метою заволодіння чужим майном. За даними S.Group, у листопаді 2015 року із відповідною заявою до прокуратури Дніпропетровської області звертався генеральний директор ТОВ «АТБ-Маркет» Дмитро Євтєєв. Проте заяву було прийнято лише у Генеральній прокуратурі.
У суді на підтвердження відсутності заборгованості надаються копії документів, які у S.Group називають сфальсифікованими. Оригіналів «АТБ» не надає. Справа перебуває на розгляді в Апеляційному господарському суді Києва.